# 你最红
《你最红》是香港组合Twins于2002年11月28日推出的一首歌曲，收录于Twins首张新歌+精选专辑《Happy Together》中，是此专辑的贺年主打歌。这首歌曲剧场版MV更邀来巨星张国荣参与演出。

## 歌曲MV
在《你最红》MV中，张国荣一身鲜红夹克，客串了一个孩子气的“三叔公”。为了后辈的“最红”心甘情愿扮了一回“绿叶”。张国荣特别挑选了一套鲜红色皮褛配合拜年公仔Twins，喜庆动人。他曾说过，没有人穿红比我更靓，出道这么多年来，这次客串让人意外也让人羡煞。其实张国荣之前和Twins没有往来，只是在Twins首次红馆个唱的时候礼节性的送过花篮，谈到这次合作，却是源于蔡卓妍的一次异想天开的行动，当时《你最红》的MV情节确定下来后，需要一个“靓仔”来演三叔公，公司里的人一致认为张国荣很适合这个角色，但是都觉得邀请难度太大，不敢开这个口。倒是蔡卓妍开门见山的打电话给张国荣，将事情原委全盘托出，张国荣大概也被这个直白的邀请逗乐了，一口答应了客串Twins的《你最红》。这支MV亦成为他生前的最后一支MV。